# 姜房
姜房（1184年—1240年），字汉臣，宁海州人，蒙元时期军阀，汉军世侯，曾任宁海州同知、宁海州刺史、昭武大将军、元帅左监军等职位。因在胶东宁海州一带保境安民，蒙古朝廷加授其胶、潍、莒、密、宁海等州总管万户，并赐以金符，并封天水郡开国侯。
金朝末年，姜房在宁海州起事。姜房纠集土豪驱逐盗贼，保境安民，使胶东地区恢复安定，胶东百姓得以保全，因此被李全封为宁海州同知。之后又不断被擢升为宁海州刺史，之后又被加封为元帅左监军、昭武大将军等职。在他的统治下，宁海州秩序稳定，民生富庶，蒙古朝廷也因为他的德政加授胶、潍、莒、密、宁海等州总管万户，并赐以金符，并且封他为天水郡开国侯。
姜房于蒙古太宗十二年病死。其子姜思聪继承了他的职位和爵位。